# Чупріяновка
Чупріяновка (рос. Чуприяновка) — залізнична станція в Калінінському районі Тверської області Російської Федерації.
Населення становить 1422 особи. Входить до складу муніципального утворення Щербининське сільське поселення.

## Історія
Від 2005 року входить до складу муніципального утворення Щербининське сільське поселення.

## Населення
| 2010 |
| ---- |
| 1422 |